# Cerus granarius
Cerus granarius är en insektsart som beskrevs av Naudé 1926. Cerus granarius ingår i släktet Cerus och familjen dvärgstritar. Inga underarter finns listade i Catalogue of Life.